# Karl Frehsner
Karl Frehsner (* 13. Juni 1939 in Unterlaussa, Oberösterreich) ist ein österreichischer Alpinskitrainer und Sportmanager. Sein Spitzname ist „Der Eiserne Karl“. Unter seiner Obhut errangen Skirennläufer 53 Olympia- und WM-Medaillen.

## Biografie
Der Sohn eines Holzhackers verlebte seine Kindheit und Jugend im österreichischen Laussabachtal. Später zog er in die Schweiz, wo er in Skifabriken tätig war und unter anderem die Eiger-Nordwand bestieg.
Frehsner war 17 Jahre lang Herren-Cheftrainer beim Schweizer Skiverband. Auf dem Höhepunkt seiner Karriere in den 1980er-Jahren erreichte er mit der Nationalmannschaft und Rennläufern wie Pirmin Zurbriggen, Peter Müller und Franz Heinzer 35 Medaillen bei Großveranstaltungen. Vor allem die Alpinen Skiweltmeisterschaften 1987 wurde darum auch als „Goldrausch von Crans-Montana“ bezeichnet.
Danach war Karl Frehsner ab 29. November 1993 Trainer beim Sauber-Team in der Formel 1, wobei er im physischen und mentalen Bereich als Betreuer von Heinz-Harald Frentzen und Karl Wendlinger zuständig war.
1997 wechselte er nach Österreich und führte das Damenteam des Österreichischen Skiverbandes mit Rennläuferinnen wie Renate Götschl und Alexandra Meissnitzer zum Erfolg. Das Team gewann während seiner Trainertätigkeit 18 Medaillen.
Vor allem für den Schweizer Skiverband steht Frehsner vereinzelt immer noch für Trainertätigkeiten zur Verfügung. Ab Sommer 2008 trainierte er Tamara Wolf (Juniorenweltmeisterin 2003 in der Abfahrt), um sie nach zahlreichen Verletzungen für den Wiedereinstieg in den Skiweltcup vorzubereiten.
Das Ergebnis waren zwei Goldmedaillen bei der Universiade im Februar 2009 und die Rückkehr Wolfs in die Trainingsgruppe von Swiss-Ski. Im Mai 2009 wurde Frehsner als Berater im Privatteam von Lara Gut eingestellt.
Seit 1968 lebt Frehsner in Dietikon im Kanton Zürich.